# Andrija Habulin
Andrija Habulin (Bedekovčina, 28. kolovoza 1937. − Dubrovnik, 20. lipnja 2017.), hrvatski džudaš, pionir džuda u Dubrovniku, nositelj majstorskih pojasa u više borilačkih športova (džudo, karate, jiu jitsu), trener mnogih reprezentacija, uspješni sudionik raznih međunarodnih natjecanja, visoki lokalni športski dužnosnik, džudaški trener, sudac, športski pedagog. Razvijatelj borilačkih vještina u Dubrovniku, te osim džuda razvijao vještine poput karatea, jiu-jitsua, aiki-da, hrvanja. Bio je trenerom reprezentacije Jugoslavije te Republike Hrvatske.

## Životopis
Rodio se je 1937. godine u Bedekovčini. Od 14. godine bavi se džudom. Odsluživši obvezni vojni rok, godine 1959./60. došao je u Dubrovnik. Iste godine po dolasku u Dubrovnik, u Cavtatu je sa skupinom dubrovačkih športskih zanesenjaka održao prvu prezentaciju džuda te desetodnevni seminar s gostima predavačima iz Nizozemske. Cijeli svoj radni vijek bio je u športu. Osnivač je džuda u Dubrovniku. Osnovao i pokrenuo prvi dubrovački judo klub Nacui 16. travnja 1966. godine. Klub je poslije ponio ime Dubrovnik, Dubrovačka banka i Dubrovnik 1966..U preko 50 godina rada U judo klubu "Dubrovnik 1966" radio preko pola stoljeća. Odgojio mnoge naraštaje vrhunskih natjecatelja. Najzaslužniji za najveće uspjehe dubrovačkog juda. Neizmjerno afirmirao Dubrovnik kao jednog od najznačajnijih džudaških središta na džudaškim zemljovidima u Europi i na svijetu.  Do kraja života bio aktivan u džudu. Travnja 2017., dva mjeseca prije nego što je umro, aktivno sudjelovao u organiziranju europskog seniorskog kupa, najvećeg dotadašnjeg ikad održanog džudaškog turnira u Dubrovniku.
Ponio je majstorske pojase u džudu (8. dan), karateu (5. dan), džiu džicu (5. dan). Trenirao je brojna predstavništva. Uspješno sudjelovao na mnogim međunarodnim natjecanjima. Ponio dužnost počasnog predsjednika Judo kluba "Dubrovnik 1966". Visoki lokalni športski dužnosnik. Predsjedavao Judo savezom Dubrovačko-neretvanske županije.
Umro je 2017. godine. Pokopan je na dubrovačkom groblju Boninovu.

## Nagrade
Dobio brojna društvena i športska priznanja. Ističe se nagrada za životno djelo Dubrovačko-neretvanske županije 2004. godine. Od Udruge dragovoljaca Hrvatske ratne mornarice dobio Spomen medalju i Spomen povelju sa zlatnim pleterom za zasluge u obrani Dubrovnika od velikosrpsko-crnogorske agresije, posebno u osposobljavanju dragovoljaca u postrojbama za posebne namjene.